# سربة (المخادر)

تعديل مصدري - تعديل

سربة محلة تابعة لقرية الكولة، التابعة لعزلة السحول بمديرية المخادر إحدى مديريات محافظة إب في الجمهورية اليمنية، بلغ تعداد سكانها 46 حسب تعداد اليمن لعام 2004.